# شعب يوروك

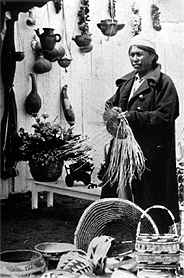

اليوروك من السكان الأمريكيين الأصليين الذي عاشوا على طول نهر كلاماث وساحل المحيط الهادئ، وتقع أوطانهم في ما يعرف اليوم باسم كاليفورنيا، التي تمتد من ترينيداد في الجنوب إلى مدينة كروس في الشمال. شأنهم شأن معظم الشعوب الأصلية في الولايات المتحدة، جُرّد شعب اليوروك من معظم أراضيهم التي بات معظمها اليوم مملوكًا لشركات الأخشاب أو استولى عليها  نظام الحدائق الوطنية.
يعيش اليوروك اليوم في محمية يوروك الهندية والمجتمعات المحيطة في مقاطعات هامبولدت وديل نورت وترينيتي. على الرغم من أن المحمية تضم حوالي 56000 فدان من الأراضي المتجاورة على طول نهر كلاماث، إلا أن حوالي 5000 فدان فقط من قطع الأراضي المتناثرة تخضع لملكية قبلية جزئية. تظل معظم أراضي اليوروك في أيدي المستوطنين أو الأمريكيين ذوي الأصول الأوروبية تحت رعاية إدارة الغابات، ما أدى إلى إضعاف قدرة شعب اليوروك بشكل كبير وتعطيل قدرتهم على الوصول إلى الموارد الطبيعية والأراضي وعيش نمط حياة السكان الأصليين.

## مجتمعاتهم

### قراهم
كانت قرى اليوروك تتكون من عائلات فردية تعيش في منازل منفصلة مخصصة لأسرة واحدة. يمتلك الذكر الأكبر سنًا المنزل ويسكن فيه عدة أجيال من الرجال الذين تربطهم صلة قرابة أبوية، بالإضافة إلى زوجاتهم وأطفالهم وأزواج بناتهم وأقاربهم غير المتزوجين وأقاربهم بالتبني. هذا وتكوّنت قرى يوروك من بيوت التعرق وأكواخ الحيض. خصصت بيوت التعرق للرجال من نفس العائلة من جهة الأب مكانًا لتجمعهم. أثناء دورات الحيض، تبقى النساء في أكواخ منفصلة تحت الأرض لمدة عشرة أيام. بالإضافة إلى ذلك، كانت الأراضي تورّث من الآباء لأبنائهم في أغلب الأحيان. كانت غالبية التركة تنتقل من الآباء إلى أبنائهم، بينما يذهب جزء صغير منها إلى البنات والأقرباء الذكور.

### تنظيمهم الاجتماعي
لم يكن لمجتمع اليوروك زعماء، ولكن في كل قرية، كان هناك رجل ثري يعرف باسم «البيرك» ويقوم مقام الزعيم بعد أن يدرّبه شيوخ القبيلة. يشمل تدريب البيرك بحثًا عن البصيرة يتواصل من خلاله مع البيئة الطبيعية وعالم الأرواح. اجتمع البيرك من العديد من القرى لتسوية النزاعات القبلية كما استضافوا الاحتفالات القبلية. في خلال هذه الأوقات، كان البيرك يوفر الطعام والمأوى لشعب اليوروك والملابس الخاصة للراقصين. يعيش البيرك في منازل على ارتفاعات شاهقة، ويرتدون ثيابًا أرقى من البقية، كما يتحدثون في بعض الأحيان لغات أجنبية.
كان العاملون في مجال الطب لدى شعوب اليوروك عادة من النساء. تصبح النساء شامانات بعد أن يحلُمن أنه قد ُطلب منهن القيام بذلك. يقوم بعدها شامان آخر بمساعدتها في رقصة من الطقوس الخاصة بالعملية. يستخدم الشامان النباتات والصلاة والطقوس الخاصة لشفاء الناس ويقيمون طقوسًا لضمان نجاح الصيد وصيد الأسماك والتجمعات.
في كل عام، يجتمع اليوروك في ما يعرف بحفل التجديد العالمي، حيث تؤدّى الأغاني والرقصات المتناقلة عبر أجيال عديدة. يرتدي الراقصون ملابس متقنة لهذه المناسبة.
تشير بعض المصادر إلى أن مجتمع اليوروك طبقي لأنه مقسّم بين «سياهليو» أو الطبقة الغنية و «واسوويوك» أو الطبقة الفقيرة، بالإضافة إلى «كاعل» أو العبيد.  كانت طبقة «سياهليو» المجموعة الوحيدة المسموح لها بأداء الواجبات الدينية. علاوة على ذلك، يمتلك هؤلاء منازل على ارتفاعات شاهقة، ويرتدون ملابس أجمل من البقية، ويتحدثون بطريقة مميزة. يصبح الرجال عبيدًا إذا كانوا يدينون بالمال لعائلات معينة، لكن العبودية لم تكن عملية مهمة لدة شعوب اليوروك. بشكل عام، كلما زاد التصنيف الاجتماعي للرجل، زادت قيمة حياته.